# Michael Kostka
Michael "Mike" Kostka, född 28 november 1985, är en kanadensisk professionell ishockeyspelare. Han har tidigare representerat Toronto Maple Leafs, Chicago Blackhawks, Tampa Bay Lightning, New York Rangers och Ottawa Senators. Han har tidigare spelat på lägre nivåer för Rochester Americans, Portland Pirates, San Antonio Rampage, Norfolk Admirals, Toronto Marlies och Rockford IceHogs i AHL och UMass Minutemen (University of Massachusetts Amherst) i NCAA. I SHL har han spelat för Skellefteå AIK.
Kostka blev aldrig draftad av något lag.

## Statistik
| 2000–2001    | Ajax/Pickering Raiders Mdgt AAA                       | ETAHL        | 39  | 5  | 13  | 18  | 28  | —  | — | — | —  | —  |
| 2001–2002    | Ajax/Pickering Raiders Mdgt AAA                       | ETAHL        | 23  | 6  | 11  | 17  | 38  | —  | — | — | —  | —  |
|              | Ajax Axemen                                           | OPJHL        | 19  | 1  | 4   | 5   | 8   | —  | — | — | —  | —  |
| 2002–2003    | Ajax Axemen                                           | OPJHL        | 39  | 4  | 11  | 15  | 32  | —  | — | — | —  | —  |
| 2003–2004    | Aurora Tigers                                         | OPJHL        | 42  | 9  | 27  | 36  | 4   | 6  | 2 | 5 | 7  | 0  |
| 2004–2005    | UMass Minutemen (University of Massachusetts Amherst) | NCAA         | 32  | 1  | 5   | 6   | 14  | —  | — | — | —  | —  |
| 2005–2006    | UMass Minutemen (University of Massachusetts Amherst) | NCAA         | 36  | 2  | 6   | 8   | 20  | —  | — | — | —  | —  |
| 2006–2007    | UMass Minutemen (University of Massachusetts Amherst) | NCAA         | 39  | 3  | 15  | 18  | 20  | —  | — | — | —  | —  |
| 2007–2008    | UMass Minutemen (University of Massachusetts Amherst) | NCAA         | 36  | 9  | 12  | 21  | 20  | —  | — | — | —  | —  |
|              | Rochester Americans                                   | AHL          | 1   | 0  | 0   | 0   | 2   | —  | — | — | —  | —  |
| 2008–2009    | Portland Pirates                                      | AHL          | 80  | 4  | 26  | 30  | 33  | 4  | 1 | 0 | 1  | 6  |
| 2009–2010    | Portland Pirates                                      | AHL          | 76  | 2  | 25  | 27  | 37  | 4  | 0 | 0 | 0  | 0  |
| 2010–2011    | Rochester Americans                                   | AHL          | 80  | 16 | 38  | 54  | 46  | —  | — | — | —  | —  |
| 2011–2012    | San Antonio Rampage                                   | AHL          | 18  | 2  | 4   | 6   | 14  | —  | — | — | —  | —  |
|              | Norfolk Admirals                                      | AHL          | 52  | 7  | 25  | 32  | 43  | 16 | 6 | 6 | 12 | 8  |
| 2012–2013    | Toronto Maple Leafs                                   | NHL          | 35  | 0  | 8   | 8   | 27  | 1  | 0 | 0 | 0  | 0  |
|              | Toronto Marlies                                       | AHL          | 34  | 6  | 28  | 34  | 38  | —  | — | — | —  | —  |
| 2013–2014    | Chicago Blackhawks                                    | NHL          | 9   | 2  | 1   | 3   | 8   | —  | — | — | —  | —  |
|              | Rockford IceHogs                                      | AHL          | 2   | 0  | 1   | 1   | 2   | —  | — | — | —  | —  |
|              | Tampa Bay Lightning                                   | NHL          | —   | —  | —   | —   | —   | —  | — | — | —  | —  |
| NHL totalt   | NHL totalt                                            | NHL totalt   | 44  | 2  | 9   | 11  | 35  | 1  | 0 | 0 | 0  | 0  |
| AHL totalt   | AHL totalt                                            | AHL totalt   | 343 | 37 | 147 | 184 | 215 | 24 | 7 | 6 | 13 | 14 |
| NCAA totalt  | NCAA totalt                                           | NCAA totalt  | 143 | 15 | 38  | 53  | 74  | —  | — | — | —  | —  |
| OPJHL totalt | OPJHL totalt                                          | OPJHL totalt | 100 | 14 | 42  | 56  | 44  | 6  | 2 | 5 | 7  | 0  |
| ETAHL totalt | ETAHL totalt                                          | ETAHL totalt | 62  | 11 | 24  | 35  | 66  | —  | — | — | —  | —  |

## Klubbar
- Rochester Americans, AHL (2007/2008)
- Portland Pirates, AHL (2008/2009 - 2009/2010)
- Rochester Americans, AHL (2010/2011)
- San Antonio Rampage, AHL (2011/2012)
- Norfolk Admirals, AHL (2011/2012)
- Toronto Maple Leafs, NHL (2012/2013)
- Toronto Marlies, AHL (2012/2013)
- Chicago Blackhawks, NHL (2013/2014)
- Rockford IceHogs, AHL (2013/2014)
- Timpa Bay Lightning, NHL (2013/2014)
- New York Rangers, NHL (2014/2015)
- Hartford Wolf Pack, AHL (2014/2015)
- Ottawa Senators, NHL (2015/2016)
- Binghamton Senators, AHL (2015/2016 - 2016/2017)
- Stockton Heat, AHL (2016/2017)
- Skellefteå AIK, SHL (2017/2018)